# (Always Be My) Sunshine
"(Always Be My) Sunshine" é o segundo single do segundo álbum do rapper Jay-Z, In My Lifetime, Vol. 1. Apresenta vocais de Foxy Brown e Babyface assim como produção de Daven "Prestige" Vanderpool.

## Lista de faixas

### CD
1. "Sunshine (Radio Edit)" (3:15)
2. "Sunshine (Album Version)" (4:11)
3. "Sunshine (Clean Version)" (4:12)
4. "Sunshine (TV track)" (4:12)
5. "Sunshine (Acappella)" (3:49)

### Vinil

#### Lado-A
1. "Sunshine (Album Version)"
2. "Sunshine (TV Track)"
3. "Sunshine (Radio Edit)"

#### Lado-B
1. "Sunshine (Clean Version)"
2. "Sunshine (Instrumental)"
3. "Sunshine (Acappella)"

## Desempenho nas paradas musicais
| Parada musical (1997)                         | Melhor posição |
| --------------------------------------------- | -------------- |
| German Singles Chart                          | 18             |
| Swedish Singles Chart                         | 42             |
| UK Singles Chart                              | 25             |
| US Billboard Hot 100                          | 95             |
| US Billboard Hot R&B/Hip-Hop Singles & Tracks | 37             |
| US Billboard Hot Rap Singles                  | 16             |